# Рошфор-Север (кантон)
Рошфор-Север (фр. Rochefort-Nord) — кантон во Франции, находится в регионе Пуату — Шаранта. Департамент кантона — Шаранта Приморская. Входит в состав округа Рошфор. Население кантона на 2006 год составляло 13 074 человек.
Код INSEE кантона — 1721. Всего в кантон Рошфор-Север входят 8 коммун, из них главной коммуной является Рошфор-Север.

## Коммуны кантона
- Брёй-Манье — население 1468 чел.
- Фура (Шаранта Приморская) — население 4024 чел.
- Иль-д’Экс — население 215 чел.
- Луар-ле-Маре — население 333 чел.
- Сен-Лоран-де-ла-Пре — население 1646 чел.
- Вержеру — население 942 чел.
- Ив — население 1359 чел.